# Roger Pontare
Roger Pontare (17 d'octubre de 1951) és un cantant suec.
A la dècada dels 60 va començar a tocar la guitarra a la banda St. Pauls. Després, va entrar a formar part del grup de rock simfònic, Nebulosa. Poc després, marxaria a Estocolm on va actuar en diversos clubs, així com de bateria en diferents formacions.
La seva gran oportunitat va venir a l'interpretar el paper de Judes en el musical "Jesus Christ Superstar". Més tard, amb la victòria en el Melodifestivalen 1994 al costat de Marie Bergman va obtenir el passaport per a representar al seu país en l'edició d'Eurovisió celebrada a Dublín. El seu tema "Stjärnorna" ("Les Estrelles") va obtenir la 13a posició.
Cinc anys més tard, tornaria al Melodifestivalen amb el tema "Som Av Is" ("Com De Gel"), quedant en 5a posició. L'any 2000 tindria més sort, al véncer en aquesta preselecció, i poder representar al seu país en el Festival de la Cançó d'Eurovisió 2000 amb el tema "When Spirits Are Calling My Name" quedant en 7a posició.
Des d'aleshores, ha publicat dos nous àlbums: "I Vargens Spår" i "Den Stora Friheten".